# Újiráz
Újiráz est un village et une commune du comitat de Hajdú-Bihar en Hongrie.